# كفر نعمان
قرية كفر نعمان هي إحدى القرى التابعة لمركز ميت غمر في محافظة الدقهلية في جمهورية مصر العربية. حسب إحصاءات سنة 2006، بلغ إجمالي السكان في كفر نعمان 7012 نسمة، منهم 3580 رجل و3432 امرأة.